# Memphis Slim and the Honky-Tonk Sound
Memphis Slim and the Honky-Tonk Sound — студійний альбом американського блюзового музиканта Мемфіса Сліма, випущений у 1960 році лейблом Folkways.

## Опис
Ритми хонкі-тонк, бугі та блюзового фортепіано Мемфіса Сліма супроводжуються розповідями та співом. Тут Слім грає оригінальні та традиційні пісні на сесії для Folkways Records, яку провів інженер Мозес Еш. Цей альбом став другим для Сліма на лейблі. Продюсер Чарльз Едвард Сміт написав у тексті до платівки біографічне та музичне есе.

## Список композицій
1. «The Bells» — 2:36
2. «The Lord Have Mercy On Me» — 2:49
3. «My Baby Don't Love Me No More» — 3:18
4. «I Left That Town» — 2:39
5. «Boogie After Midnight» — 3:27
6. «The Train Is Gone» — 3:32
7. «Pinetop Boogie» — 4:11
8. «Whiskey Drinking Blues» — 3:13
9. «San Juan Blues» — 2:22
10. «In The Evening» — 3:03
11. «How Long Blues» — 2:03
12. «Sail On Little Girl» — 3:13
13. «John Henry» — 3:34

## Учасники запису
- Мемфіс Слім — фортепіано, вокал

Технічний персонал
- Чарльз Едвард Сміт — продюсер, текст
- Мозес Еш — інженер
- Рональд Клайн — дизайн
- Рейберн Флерледж — фотографія